# Tundža
Tundža (bulharsky Тунджа, turecky Tunca Nehri) je řeka v Bulharsku (Starozagorská, Slivenská, Jambolská, Chaskovská oblast) a dolním tokem zasahuje do Turecka (Edirnská provincie). Je 390 km dlouhá (z toho 350 km v Bulharsku). Povodí má rozlohu přibližně 7900 km².

## Průběh toku
Pramení na jižních svazích pohoří Stara Planina. Protéká Kazanlyckou kotlinou a Thráckou nížinou. Ústí zleva do Marice.

## Vodní režim
Zdrojem vody jsou sněhové a dešťové srážky. Průměrný průtok vody na dolním toku činí přibližně 40 m³/s. Nejvyšších vodních stavů dosahuje v zimě a na jaře.

## Využití
Využívá se na zavlažování. Na řece byly vybudovány přehradní nádrže (Koprinka, Chrebčevo). Na řece leží město Jambol (Bulharsko) a v ústí Edirne (Turecko).